# Koraljka Polaček
Koraljka Polaček (Zagreb, 23. studenoga 1969.), hrvatska akademska slikarica.

## Životopis
Koraljka Polaček rođena je 1969. godine u Zagrebu u obitelji umjetnika. Diplomirala je slikarstvo na Akademiji likovnih umjetnosti u Zagrebu 1998. godine, na nastavničkom odjelu u klasi profesora Eugena Kokota. Izlaže od studentskih dana na samostalnim i skupnim izložbama. Članica je Hrvatskog društva likovnih umjetnika.
Uglavnom se bavi slikanjem animalističkih motiva, portretima kućnih ljubimaca te stvara cikluse akrila na platnu pod nazivom Mačkoslike., na kojima su glavni motiv mačke.
Osim slikarstvom  bavi se i pedagoškim radom, povremeno fotografijom i ilustriranjem knjiga. Živi u Rijeci.

## Samostalne izložbe
- 1995. - 2003. Baška, Atelier Marić
- 1995.  Zagreb, Knjižnica Bogdan Ogrizović, Slike 94/95.
- 1995.  Zagreb, Istarski klub, Crteži
- 1995.  Međugorje, Mon Ami
- 1995.  Kutina, Caffe-galerija Valentino
- 1995.  Zagreb, Turistički Ured, Samoborske vizure
- 1996.  Zagreb, Klinika  Zoe, Zlatooka
- 1997.  Split, Pinakoteka Gospe od Zdravlja, Sunčani sat
- 1997.  Krk, Galerija Decumanus, Slike 1994-97
- 1999.  Zagreb, CEKAO galerija, Red&Black
- 2000.  Pula, Dom hrvatskih branitelja Od Baške do Ližnjana
- 2000.  Zagreb, Galerija Dubrava Ljudi i psi
- 2001.  Zagreb, Klub Gjuro II, KRIK
- 2002.  Zagreb, KSET , KRIK performance
- 2002.  Njivice, Galerija Njivice
- 2002.  Zagreb, Contempora, Fasade en Face
- 2003.  Zagreb, Galerija Vladimir  Bužančić Kombinacije
- 2003.  Zagreb, Europski dom Pikturalne bakanalije
- 2004.  Zagreb, Contempora, Ulja '03
- 2004.  Zagreb, Galerija Zvonimir (s Vendi Babeli) Update&Paint
- 2005.  Zagreb, Galerija FER , Innuendo
- 2005.  Zagreb, Galerija Ulrich, Indigo
- 2006.  Toplice Sveti Martin, Ulja na platnu
- 2006. Velika Gorica, Međunarodna izložba mačaka, Mačke
- 2006. Punat, Galerija TOŠ, Ulja 2004.-2006..
- 2006. Zagreb, Contempora, Ta divna stvorenja
- 2007. Zagreb, Međunarodna izložba mačaka, Portreti
- 2007. Zagreb, Knjižnica A. Cesarca, Ljubimci
- 2008. - 2019. Cres, SEMENJ
- 2009. Cres, Udruga Ruta
- 2009. Rijeka, knjižara RIBOOK Ulja na platnu
- 2010. Cres, ACI marina, Ulja na platnu
- 2010. Cres, Gradska knjižnica i čitaonica Frane Petrića, Crteži i grafike
- 2012. Cres, Gradska knjižnica i čitaonica Frane Petrića, Creske skice
- 2015. Mali Lošinj, Kreativno sklonište, Slow&Easy
- 2016. Mali Lošinj, Gradska knjižnica i čitaonica, U jednom trenu, u jednom dahu
- 2016. Zagreb, Galerija Oblok Just Painting
- 2017. Zagreb, Galerija 3A, Mačkoslike I
- 2018. Zagreb, Cat Caffe, Mačkoslike
- 2020. Galerija Kontrast, Zagreb, Mačkoslike
- 2021. Cres, Gradska knjižnica i čitaonica, Mala retrospektiva crteža
- 2022. Creski muzej, Island Whisper
- 2023. Mali Lošinj, Gradska knjižnica i čitaonica, Summertime
- 2023. Rijeka, Book Caffe Dnevni boravak, Mačkoslike IX
- 2024. Zagreb, Knjižnice Grada Zagreba, Odjel za djecu i mladež, Mačkoslike
- 2024. Zagreb, Knjižnice Grada Zagreba, Knjižnica M2, Mačkoslike
- 2025. Zagreb, Knjižnice Grada Zagreba, Galerija Oblok, Equilibrium
- 2025. Zagreb, Knjižnice Grada Zagreba, Knjižnica Novi Zagreb, Mačkoslike
- 2025. Cres, Palača Moise, Mačkoslike

## Skupne izložbe
- 1994. Samobor,  Likovna stvaraonica ALU
- 1994. Dubrovnik, Palača Sponza - Likovna stvaraonica Dubrovnik
- 1994. Mostar, Likovna stvaraonica Dubrovnik
- 1994. Split, Biennale maloga formata
- 1994. Zagreb, Dom HDLU, CROMAN za Dubrovnik
- 1995. Zagreb, Galerija Diva
- 1995. Zadar, Likovna stvaraonica
- 1995. Zagreb, Galerija SC (humanitarna aukcija)
- 1995. Skopje, Makedonija, II studentski međunarodni Art biennale
- 1995. Zagreb, Privredna banka, Likovna stvaraonica
- 1995. Zagreb, Austrijski kulturni institut
- 1996. Zagreb, HDLU, 24. salon mladih
- 1996. Beč, Austrija, Kuenstler Helfen
- 1998. Vrsar, Likovna stvaraonica
- 1998. Raciborz, Poljska, II međunarodni biennale malog formata
- 1999. Split - Pula - Rijeka, Biennale malog formata
- 2000. Raciborz, Poljska, III međunarodni biennale malog formata
- 2001. Zagreb, M.Virius, Plavi trag
- 2001. Zagreb, UHBDDR Zbirka Klement Lukin, Autoportreti
- 2002. Zagreb, Klub arhitekata
- 2002. Zagreb, Cest is d'Best
- 2002. Zagreb, Galerija Ulrich, Likumove generacije
- 2003. Zagreb, Galerija Ramasutra
- 2003. Zagreb, Knjižnica Bogdan Ogrizović
- 2003. Zagreb, Galerija Ulrich, Likumove generacije
- 2004. Zagreb, Dom HDLU, Izložba članova HDLU-a
- 2004. Zagreb, Klub Močvara, Skladište mladih
- 2004. Zagreb, Dramsko kazalište Gavella, Ivana Brlić-Mažuranić
- 2005. Zagreb, Klinika Zoe
- 2007. Zagreb, Galerija Ramasutra
- 2008. Cres, Jazz festival Crescendo
- 2009. Zagreb, Cest is d'Best, Festival umjetničkih zastava
- 2009. Mali Lošinj, Dom za odgoj djece Mali Lošinj
- 2011.  Krk/Rijeka, Likovnjaci kvarnerskih otoka Japanu
- 2015.  Zagreb, Dom HDLU, izložba radova članova HDLU-a
- 2016.  Zagreb, Dom HDLU, izložba radova članova HDLU-a
- 2018.  Zagreb, Dom HDLU, izložba radova članova HDLU-a
- 2019.  Zagreb, Dom HDLU, izložba radova članova HDLU-a
- 2021. Zagreb, Dom HDLU, izložba radova članova HDLU-a
- 2022. Zagreb, Dom HDLU, izložba radova članova HDLU-a
- 2023. Zagreb, Dom HDLU, izložba radova članova HDLU-a
- 2023. Pula, HDLU Istre, 2. otvoreni bijenale crteža
- 2024. Pula, HDLU Istre, Autentičnost leži u oku promatrača
- 2024. Pula, HDLU Istre, Ratnička tautologija povijesti
- 2024. Samobor, Galerija Prica, 6. međunarodni trijenale autoportreta

## Vanjske poveznice
- Koraljka Polaček